# 문정로 (부안군)
문정로(Munjeong-ro)는 전북특별자치도 부안군 부안읍 교육청삼거리에서 부안군 부안읍 스포츠회관사거리를잇는 전북특별자치도의 도로이다.

## 주요 경유지
전북특별자치도
- 부안군 (부안읍)

## 노선
| 이름             | 접속 노선     | 소재지        | 소재지        | 비고          |
| 부풍로와 직결    | 부풍로와 직결 | 부풍로와 직결 | 부풍로와 직결 | 부풍로와 직결 |
| ---------------- | ------------- | ------------- | ------------- | ------------- |
| 교육청삼거리     | 매창로        | 부안군        | 부안읍        |               |
| 학당고개         |               | 부안군        | 부안읍        |               |
| 스포츠회관사거리 | 순환남로      | 부안군        | 부안읍        |               |
| 선돌로와 직결    |               |               |               |               |

## 주요 건물 및 시설
- 부안고등학교 (문정로 32/봉덕리 726-10)